# هيكتور كالما
هيكتور كالما (بالتاغالوغية: Hector Calma) مواليد 2 مارس 1960 في بامبانغا، الفلبين، هو لاعب كرة سلة فلبيني معتزل. بدأ مسيرته الاحترافية في سنة 1986. مثّل منتخب بلاده. حقق المركز الثاني في دورة الألعاب الآسيوية 1990. اعتزل اللعب في 1994. لعب مع سان ميغيل بيرمن.

## سجل المنافسة
شارك في المنافسات التالية:
- بطولة أمم آسيا لكرة السلة 1985
- دورة الألعاب الآسيوية 1990
- دورة الألعاب الآسيوية 1994

## الميداليات
| الميدالية | المسابقة                   |
| --------- | -------------------------- |
| فضية      | دورة الألعاب الآسيوية 1990 |